# Jacques-Guillaume Thouret
Jacques-Guillame Thouret (30. dubna 1746 Pont-I’Éveuxe – 22. dubna 1794 Paříž) byl francouzský právník a politik v období Velké francouzské revoluce.

## Život
Narodil se v Pont-I’Éveuxe roku 1746 v rodině notáře. Po vzoru otce se stal právníkem a zpočátku působil jako advokát parlamentu v Rouenu. Roku 1789 byl zvolen do shromáždění generálních stavů a stal se členem Ústavodárného shromáždění, kde se díky svým řečnickým schopnostem stal velmi vlivným mužem. Podílel se na vzniku nového soudního a správního systému. Ostře vystupoval proti církvi a požadoval vůči ní tvrdé kroky. Byl několikrát zvolen předsedou Ústavodárného shromáždění. Významnou měrou se podílel na deklaraci práv člověka a občana. Po zániku ústavodárného shromáždění se stal členem a později předsedou kasačního soudu v Paříži. Podporoval politické uskupení umírněných girondistů a byl mezi ně i řazen. V červnu 1793 byli girondisté svrženi a Thouret byl zatčen, vězněn a 22. dubna 1794 v Paříži popraven.